# Truzzi Broders
I Truzzi Broders sono un gruppo musicale di Torino, particolarmente attivo durante gli anni Ottanta: sono considerati una formazione storica del punk-rock italiano.

## Storia
Il gruppo si forma nel 1982 a Torino e debutta nel 1984 con la cassetta autoprodotta Yankees Go Home. La formazione originale prevede Armando "Flanger" Casaroli alla chitarra, Marcello "Pastamatic" Salvati alla batteria, Renzo "Ziggy MC" Rolando al basso, ai quali si unisce poco dopo Roby "Blues" Allazzetta alla voce e chitarra. Tra i brani della cassetta Sono un truzzo, considerato uno dei più iconici della band per il modo di raccontare con ironia la vita di quartiere e il disagio sociale: «Sono un truzzo e me ne vanto, te lo suono, te lo canto / son nemico del tamarro, passo tutto il giorno al barro / dopo ciulo un motorino e me ne vado per Torino». 
Nel 1986 la Attack Punk Records, etichetta bolognese fondata da Helena Velena, pubblica la loro seconda uscita discografica, l'album 'Nzalla, in vinile giallo. L'album contiene anche Disoccupato rappo, un brano che gioca con il cantato rap in un'epoca in cui non c'erano ancora dischi rap in italiano.

In questo periodo effettuano concerti in tutta Italia, specialmente nel circuito dei centri sociali autogestiti. Nel frattempo se ne va Marcello Salvati e alla batteria subentra Gianfranco "Hammer" Giacchi (sostituito durante il servizio militare dal fratello Aurelio).
Nel Reader's Poll del 1986 di Rockerilla i Truzzi Broders sono al 43º posto nella classifica dei migliori 50 gruppi italiani.
Nel 1987 viene registrato il concerto Live in cellophane, realizzato a Radio Torino Popolare nella trasmissione Cellophane (https://archive.org/details/C90TR0002_Truzzi_Broders_Live_in_cellophane) e nel 1988 sono i protagonisti del video musicale Mangia la sabbia di David Chmet, presentato al Torino Film Festival.
Nel 1989 tornano con l'album Truzzi Broders (in cui alla batteria si alternano i fratelli Giacchi), che presenta anche una nuova versione di Ti ho visto in piazza, la canzone più nota della band, già presente nella cassetta di esordio Yankees Go Home!. Del brano sono state eseguite cover da diversi cantanti e gruppi (Stefano Giaccone e Mario Congiu, Frontiera e Arsenico tra gli altri) ed è stato citato dai Linea 77 tra i cinque brani della scena torinese che sceglierebbero.
Nel 1990 si aggiunge ai Truzzi Broders il nuovo chitarrista Massimo "Taps" Tapparo.
Negli anni successivi continuano l'attività dal vivo: nel 1992 inaugurano la prima edizione di Tavagnasco Rock, poi suonano a Roma per “Radio Onda Rossa”, al Flog di Firenze, al Macchia Nera di Pisa, a Venezia per Carnevalaltro. 
Dopo una pausa di diversi anni, nel 2014 tornano live per festeggiare i 25 anni del CSA Murazzi di Torino. Nel 2018 partecipano all'album Powerillusi & Friends dei Powerillusi, in cui interpretano il brano Quella del rock.
Nel 2019 viene presentato al festival Seeyousound il film documentario Una canzone senza finale di Paolo e Riccardo Sarà, realizzato con il sostegno di Film Commission Torino Regione Piemonte, che narra la nascita dei Truzzi Broders e del movimento di quartiere nel quale percorsero i primi passi. Dopo un tour di proiezioni il film viene distribuito in streaming da OpenDDB. 
Nello stesso anno esce il quinto album della band, C'è qualcuno, e viene pubblicata la ristampa di 'Nzalla a cura di Onde Italiane (questa volta il vinile è fucsia e contiene anche alcune canzoni contenute nella cassetta Yankees go home!). Sempre nel 2019 si esibiscono con i Cockney Rejects all'Hiroshima Mon Amour di Torino.

## Discografia
Album in studio
- 1984 - Yankees Go Home
- 1986 - 'nzalla
- 1989 - Truzzi Broders
- 2019 - C’è Qualcuno

Album dal vivo
- 1984 - Live in cellophane

## Filmografia

### Documentari
- 2019 - Una canzone senza finale[13]